# Уласай
Ула̀сай (на италиански: Ulassai; на сардински: Ulassa, Уласа) е село и община в Южна Италия, провинция Нуоро, автономен регион и остров Сардиния. Разположено е на 775 m надморска височина. Населението на общината е 1550 души (към 2010 г.).
До 2005 г. общината е част от провинция Нуоро.